# Saga de Bárðar Snæfellsáss
A saga de Bárðr Snæfellsáss é uma das sagas islandesas. A história ocorre na península de Snæfellsnes, na Islândia. O seu protagonista é Bárðr Dumbsson (ou Bárðr Snæfellsás), que salva Ingjaldur de Ingjaldshvoll enquanto corre perigo no mar. Bárðr é de ascendência mista de trolls e humanos, e vive em Snæfellsjökull; muitos consideram-no tanto a ele como aos seus dois filhos, Helga e Gestr, como entidades protetoras da região. A saga está repleta de incidentes sobrenaturais, que compreende muitos versos notáveis, e a historia de Helga Bárðardóttir tem uma qualidade notadamente melancólica.